# Kofi Owusu
Kofi Owusu, född 5 april 1991 i Accra, är en ghanansk fotbollsspelare som spelar för Salitas FC i Burkina Fasos högstaliga.

## Klubbkarriär
Kofi Owusu slog igenom stort säsongen 2015 i Ghanas högstadivision för sitt lag Berekum Chelsea då laget tog en överraskande fjärde plats i ligan. Under första halvan av säsongen gjorde han sex mål, men det var under seriens avslutande halva som målproduktionen verkligen kom igång. Han blev vald till månadens spelare i ligan i juli 2015 efter att ha gjort elva mål under perioden. Efter ytterligare två mål i sista omgången korades han till ligans skyttekung efter 19 mål med ett måls marginal till Nathaniel Asamoah som lämnade för Raja Casablanca med två omgångar kvar. Owusu nominerades även till priset för årets spelare i ligan.
Owusu återvände inte till Berekum Chelseas försäsongsträning efter sin succésäsong och var inte med i truppen till försäsongsturneringen GHALCA 6. Ihärdiga flyttrykten placerade honom i bl.a. TP Mazembe och Ashanti Gold samt klubbar i Sydafrika och Sverige, men Owusu skrev den 1 februari 2016 istället på ett fyraårskontrakt för egyptiska klubben Aswan SC.
Efter ett mindre lyckat år i Egypten återvände Owusu till Ghana då kontraktet med Aswan sades upp. Han skrev på ett treårskontrakt för Ashanti Gold som vann ligan 2015.
Tiden i AshGold blev mindre lyckad och efter endast fem matcher och ett gjort mål då klubben precis klarade sig kvar i högstaserien. Parterna bröt ömsesidigt kontraktet trots att ett år återstod och Owusu flyttade istället till Ouagadougou och skrev i januari 2018 på ett ettårskontrakt med ytterligare ett optionsår för Salitas FC i Burkina Fasos högstaliga.